# Мария Зенгелекова
Мария Зенгелекова или Зенгилекова е българска просветна деятелка от късното българско възраждане в Македония и революционерка, деятелка на Вътрешната македоно-одринска революционна организация.

## Биография
Мария Зенгелекова е родена в българския южномакедонски град Кукуш, тогава в Османската империя, днес в Гърция. В 1905 година завършва с петнадесетия випуск на Солунската българска девическа гимназия „Свето Благовещение“. Отдава се на учителската професия и преподава в родния си град. Занимава се и с революционна дейност и влиза във ВМОРО.
След Междусъюзническата война емигрира в България. В 1914 година е назначена за учителка в Марония.